# Jean Jaillard
Pour les articles homonymes, voir Jaillard.
Jean Jaillard est un gymnaste artistique français né le 6 octobre 1931 à Carpentras et mort le 12 novembre 2009 à Antibes. 

## Biographie
Il est sacré champion de France du concours général individuel en 1959.
Il participe aux Jeux olympiques d'été de 1960, obtenant une treizième place au concours général par équipes avec notamment Robert Caymaris et Michel Mathiot.